# أعلام فلسطين في أواخر العهد العثماني (كتاب)
أعلام فلسطين في أواخر العهد العثماني هو كتاب من تأليف المؤرخ الفلسطيني عادل مناع، يقدم الكتاب بيبلوغرافيا تفصيلية لـ 216 زعيمًا وعالمًا فلسطينيًا في مجالات السياسة والثقافة والاجتماع ممن ساهموا في تشكيل صورة المنطقة في إبان الفترة الأخيرة من العهد العثماني، تحديدًا منذ عام 1800 حتى عام 1918. ويعتبر الكتاب إضافة قيّمة للتأريخ الفلسطيني.

## عن الكتاب
- كتاب: أعلام فلسطين في أواخر العهد العثماني (1800 - 1918).
- الصدور الأول 1986عن جمعية الدراسات العربية، وصدور ثانٍ في 2008 عن مؤسسة الدراسات الفلسطينية.
- ط.1: القدس - ط. 2 - رام الله
- عدد الصفحات: 380
- ببيلوغرافيا لـ 216 شخصية تاريخية